# فرانك هيدلام
نائب مشير (رتبة عسكرية) الجو  فرانك هيدلام، ,  (15 كان 23 ديسمبر 1976) وهو قائد كبير في القوات الجوية الملكية الأسترالية (RAAF) - جويلية 1914. ولد وتلقى تعليمه في تاسمانيا، التحق كطالب السلاج الملكى الجوى الأسترالى طيران في يناير كانون الثاني 1934.انه متخصص في تعليم الطيران والملاحة قبل اندلاع الحرب العالمية الثانية.في نيسان عام 1941، أصبح القائد الأعلى للسرب رقم 2 السرب رقم 2 [السلاج الملكى الجوى الأسترالى ] ، والتي تعمل عليها طائرات لوكهيد هدسون . تم نشر السرب في تيمور الشرقية الهولندية في ديسمبر كانون الأول، وشهد العمل ضد قوات الإمبراطورية اليابانية في جنوب غرب المحيط الهادئ. بعد عودته إلى أستراليا في شهر فبراير عام 1942، عقد هيدلام تعيينات الموظفين والتدريب والأوامر، وحصل على كابتن فريق بعد الانتهاء من الحرب .
خدم هيدلام كضابط قائد المنطقة الشمالية الغربية. في عام 1946، ومديرا للتدريب في 1947-1950 وفي 1950- 1951 ، خلال حالات الطوارئ في الملايا، وكان من المرابطين في سنغافورة كقائد للجناح رقم 90 السلاج الملكى الجوى الأسترالى رقم 90 الجناح (مركب) ، وبعد ذلك تينغا السلاح الجوى الملكى . شغل مرتين منصب القائم بأعمال عضو ضابط جو لشؤون الموظفين، في عام 1957 و1959-1960، تلقي بتعيينه القائد العام في الامبراطورية البريطانية في عام 1958. رقي إلى نائب مارشال جوى وتقلد بنجاح على التوالي منصب ضابط القوات الجوية الملكية الأسترالية (مجموعة من التطبيقات المستخدمة للتواصل مع طائرة) قيادة عمليات السلاج الملكى الجوى الأسترالى القيادة الجوية في 1961-1962، AOCالأقصى القوات الجوية الشرقية (سلاح الجو الملكي) المجموعة رقم 224 سلاح الجو الملكي البريطاني 1962-1965 خلال المواجهة الإندونيسية الماليزية، نائب رئيس القوات الجوية الملكية الأسترالية في 1965-66، وAOC دعم القيادة في 1966-1967. تم تعيين رفيقة من الأمر من الحمام أمر بريطاني للفروسية في عام 1965. بعد نشر لندن رئيسا لهيئة الاركان المشتركة الأسترالية الخدمات 1968-1971، تقاعد من القوات الجوية وتوفي في ملبورن بعد خمس سنوات.

## المهنة في وقت مبكر

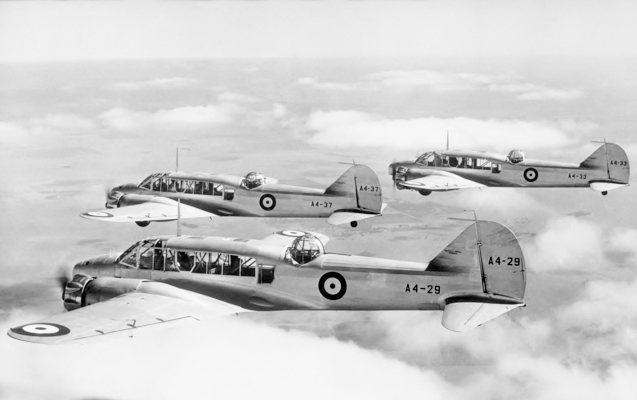
RAAF أفرو أنسون في عام 1938 ؛ طار اللفتنانت طيار هيدلام بأسلوب مماثل في جميع أنحاء أستراليا على ممارسة الملاحة لمسافات طويلة في نوفمبر تشرين الثاني من ذلك العام.

ابن للمزارعين مالكولم وهيلدا هيدلام، ولد فرانك هيدلام يوم 15 يوليو عام 1914 في ونسيستون، تسمانيا . وقال انه درس في كلية كليمز، هوبارت ، وحصل على متريكلتد في عام 1932 والتحق ضد رغبات والديه بالسلاح الجوى الملكي الأسترالي (RAAF) كطالب جو في 16 يناير 1934. وخضع هيدلام لتعليمات التحليق مع طائرة للتدريب رقم 1 مدرسة RAAF مدرسة تدريب الطيران (FTS) في السلاح الجوى الملكى الأسترالى بوينت كوك ، فيكتوريا، وكلف باعتباره ضابط طيار في 1 يناير 1935.
بعد الانتهاء من وحدة تحويل التشغيلية بطبيعة الحال، تم تعيين هيدلام على سرب الطائرة المائية في بوينت كوك. ليس أكبر من أي طلعة طيران وفقا للتاريخ الرسمي لRAAF قبل الحرب، كانت الطائرة المائية جزء من سرب رقم 1 FTS وتم تشغيل قوارب الطيران سوبرمارين ساوثامبتون ودي هافيلاند دى إتش-60 موث دي هافيلاند جيبسى موث طائرة عائمة، من بين أنواع أخرى. خلال هذه الفترة هيدلام قد رقى إلى ضابط طيار ، يوم 1 يوليو عام 1935، وكتب ورقة حول الدفاع الوطني الذي اقترح أنه مع "قوات جوية قوية، مثل القوات البحرية (بما في ذلك الغواصات)، والدفاعات الثابتة، فإن أستراليا يجوز عمليا أن تكون غير معرضة للخطر ". وفقا لمؤرخ سلاح الجو آلان ستيفنز، هذه الورقة "في الواقع، تعريف مفهوم 'غير قابل للاستيداع" التي كانت سمة ثابتة من التفكير الاستراتيجي للسلاح الجوى الملكى الأسترالى ".
انتهى هيدلام دروس تحليق الطيران في يوليو 1936 وانضم إلى الفريق الوظيفى رقم 1 FTS. تمت ترقيته إلى ملازم طيران في 1 مارس 1937. تبدأ في يوليو تموز عام 1938، كان واحدا من ستة طلاب للمشاركة في أول دورة تخصصية طويلة للملاحة RAAF، ويديرها الملازم طيار بيل جارنج وأليستر مردوخ في بوينت كوك. تشارك مسار عدة رحلات جوية في ملحمة التدريب التي جذبت اهتمام إعلامي كبير، بما في ذلك اثني عشر يوما، 10,800-كيلومتر (6,700 ميل) رحلة ذهابا وأستراليا على ثلاثة أفرو أنسون ، واحدة من الذي كان يقودها هيدلام، في نوفمبر تشرين الثاني. في الشهر التالي، أدى هيدلام على أنسونس التدريب في رحلة تستغرق ستة أيام ذهابا وإيابا على وسط أستراليا. وقال انه في وقت لاحق أكمل المجرى الملاحي مع تمييز خاص. على 27 يناير 1939 كان نشرها إلى RAAF محطة افيرتون.، فيكتوريا، باعتباره قائد الرحلة  خدم في البداية مع السرب رقم 2، قبل أن ينتقل إلى السرب رقم 1 في 29 آب. كلتا الوحدتين أكملتا أنسونس.

## التقاعد
العودة إلى أستراليا في شهر يونيو عام 1971 ، استغرق هيدلام إجازة إعادة التوطين قبل تقاعده من سلاح الجو في 3 آب. وقد أنشأ منزله في ملبورن، حيث توفي في سن 62 في 23 ديسمبر عام 1976، بعد معركة طويلة مع السرطان. نجا من قبل أبنائه وزوجته الثانية، وقيل انه أقيمت له جنازة خاصة وأحرقت جثته في محرقة سبرنجفيل.